# Velká tmavá skvrna

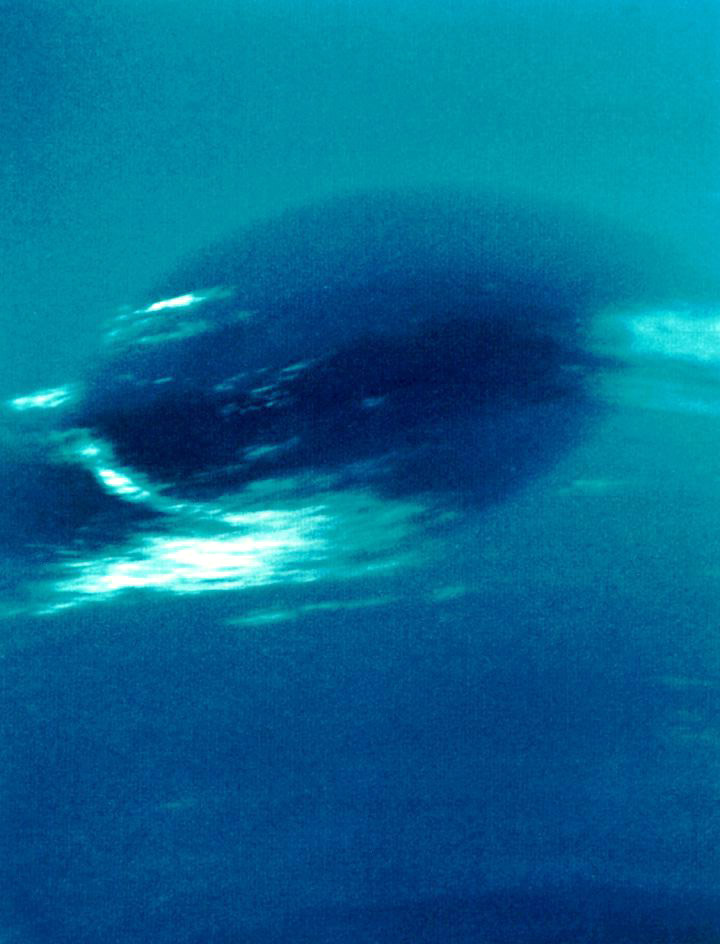
Velká temná skvrna vyfotografovaná sondou Voyager 2

Velká tmavá skvrna byl atmosférický útvar v dolní vrstvě atmosféry Neptunu, který byl pozorován v roce 1989 během průletu sondy Voyager 2. Skvrna byla veliká přibližně jako Země a podobně jako Velká rudá skvrna v atmosféře Jupiteru se jednalo nejspíše o obrovský vír, otáčející se rychlostí více než 600 km/h, ale existují i hypotézy, že se jednalo o obrovskou bublinu vystupující z hlubších částí planety.Při pozorování planety Hubbleovým vesmírným dalekohledem v roce 1994 se již skvrnu nepodařilo pozorovat. Předpokládá se, že buď zanikla a nebo že byla překryta vyššími vrstvami atmosféry.